# Москалевка (Роменский район)
Москалевка (укр. Москалівка) — село, Роменская городская община, Роменский район, Сумская область, Украина.
Код КОАТУУ — 5924182004. Население по переписи 2001 года составляло 178 человек .

## Географическое положение
Село Москалевка находится на левом берегу реки Сула, выше по течению на расстоянии в 1 км расположено село Поповка, ниже по течению на расстоянии в 3 км расположено село Перекоповка, на противоположном берегу — село Шумское.

## Экономика
- Молочно-товарная ферма.